# دارين ستيفنسون
دارين ستيفنسون (بالإنجليزية: Darren Stephenson) (مواليد 6 مارس 1993) هو لاعب كرة قدم بريطاني، يلعب في مركز جناح ‏،  لعب مع برادفورد سيتي وستوكبورت كونتي ونادي ساوثبورت وAFC Fylde ‏ ونادي تشورلي وStocksbridge Park Steels F.C. ‏ وهنكلي يونايتد ‏ وStockport Sports F.C. ‏.

## وصلات خارجية
- دارين ستيفنسون على موقع قاعدة بيانات كرة القدم.إي يو (الإنجليزية)
- دارين ستيفنسون على موقع Soccerway.com (الإنجليزية)